# А307.50 Selena
МТК А307.50 Selena — 22 місний туристичний автобус категорії М3 класу В за ДСТУ UN/ECE R 52-01, виготовлений на базі суцільнометалевого Mercedes-Benz Sprinter 515 CDI.
Всього виготовлено 1 одиницю А307.50 Selena.

## Двигун
| Маркування двигуна          | Циліндри | Об'єм    | Потужність                        | Крутний момент             | Викиди СО2        |
| --------------------------- | -------- | -------- | --------------------------------- | -------------------------- | ----------------- |
| Дизельний                   |          |          |                                   |                            |                   |
| Mercedes-Benz OM 646 DE22LA | 4 в ряд  | 2148 см³ | 150 к.с. (110 кВт) при 3800 об/хв | 330 Нм при 1200–2400 об/хв | Євро-3 або Євро-4 |